# 菅原寛孝
菅原 寛孝（すがわら ひろたか、1938年3月15日 - ）は、日本の物理学者。専門は素粒子物理学。大学共同利用機関法人高エネルギー加速器研究機構名誉教授、総合研究大学院大学名誉教授、沖縄科学技術大学院大学学長特別顧問。学位は理学博士（東京大学・1966年）。勲等は瑞宝中綬章。
カリフォルニア大学研究員、シカゴ大学研究員、東京教育大学理学部助手、東京大学原子核研究所助教授、高エネルギー物理学研究所物理研究系教授、高エネルギー物理学研究所物理研究部第一研究系教授、高エネルギー物理学研究所所長、高エネルギー加速器研究機構機構長（初代）、ハワイ大学教授、国立大学法人総合研究大学院大学理事（経営・運用担当）などを歴任した。

## 概要
素粒子物理学を専攻する理論物理学者である。素粒子の弱い相互作用を研究し、その対称性について「リー・菅原の関係式」を提唱した。1968年には「カレントの場の理論」を発表し、これはのちに「菅原方式」と呼称されるに至った。また、高エネルギー物理学研究所の所長として、Bファクトリー計画の遂行に尽力した。高エネルギー加速器研究機構の機構長に就任すると、同機構のニュートリノビームラインと東京大学神岡宇宙素粒子研究施設のスーパーカミオカンデとの間での長基線ニュートリノ振動実験の実現を働きかけた。また、高エネルギー加速器研究機構と日本原子力研究開発機構による大強度陽子加速器計画を推進し、大強度陽子加速器施設の建設を遂行した。

## 来歴

### 生い立ち
1938年3月15日、宮城県にて生まれた。中学生の頃は化学に興味を持っていたが、高校生になると物理学に関心を持つようになった。また、数学の難しさに逆に興味をそそられるようになり、数学とかかわりの深い理論物理学の道を進もうと志す。その後、東京大学に進学し、理学部の物理学科にて物理学を修めた。1961年3月に東京大学を卒業すると、そのまま同大学の大学院に進学した。大学院では数物系研究科に在籍し、1963年3月に修士課程を修了し、1966年3月に博士課程を修了した。それにともない、理学博士の学位を授与された。学位論文の題は「A new triangle relation for nonleptonic hyperon decay amplitudes as a consequence of the octet spurion and the R symmetry(オクテットスプーリオン及びR対称性の結果としての非軽粒子的な重核子崩壊の振幅に対する新しい三角形関係) 」。
博士課程修了前にアメリカ合衆国に渡り、1965年9月よりコーネル大学にて研究員を務めた。博士課程修了後は、1966年8月にカリフォルニア大学に移り、研究員を務めた。1967年8月からは、シカゴ大学にて研究員を務めた。

### 研究者として

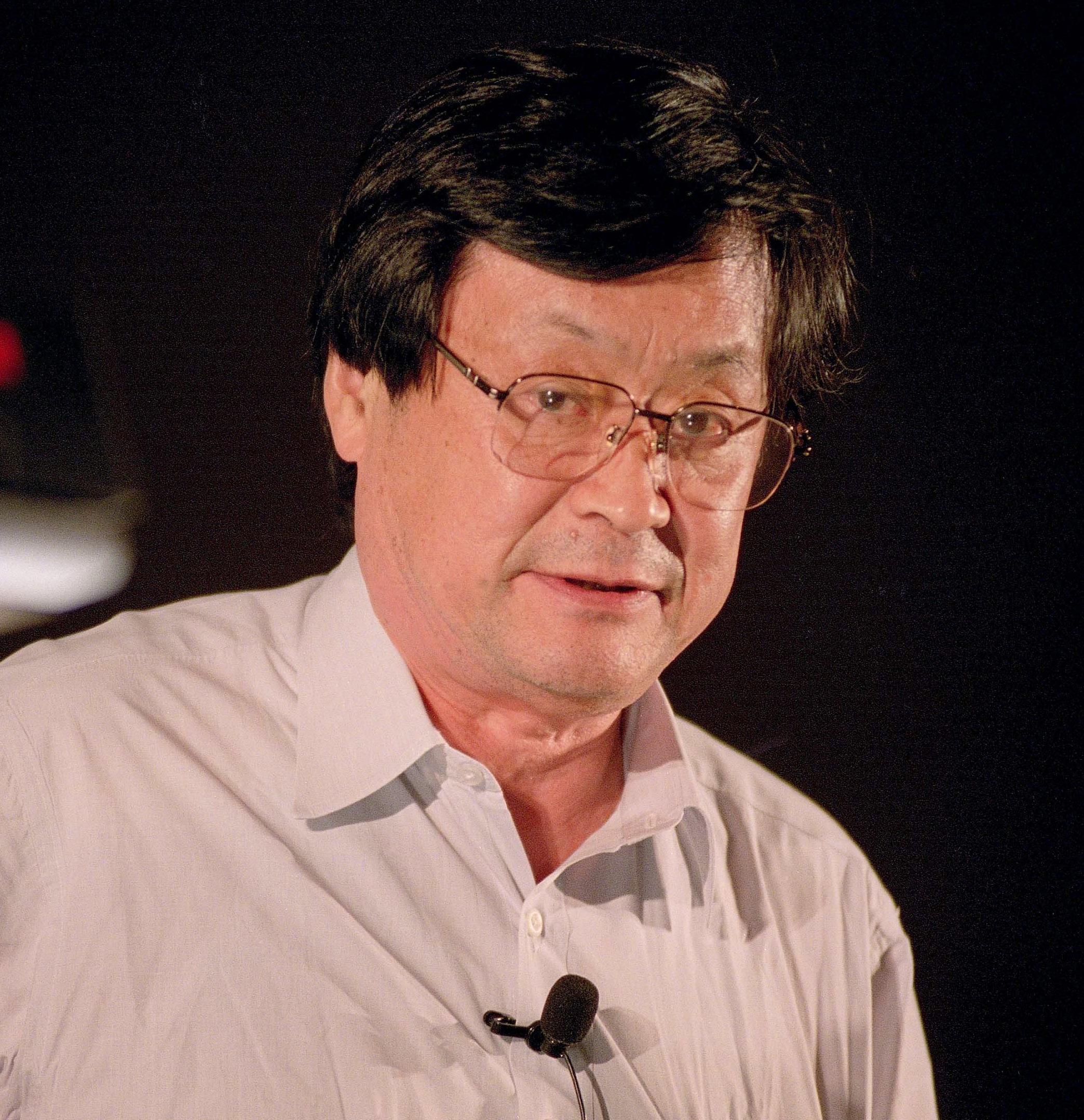
2001年7月2日、カンファレンスにて

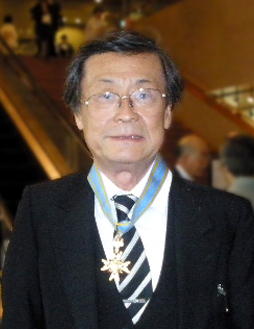
2013年5月13日、瑞宝中綬章を受章

日本に帰国後、1968年11月より東京教育大学にて理学部の助手を務めた。1970年7月、東京大学に転じ、原子核研究所の助教授に就任した。1974年10月、文部省の機関である高エネルギー物理学研究所に移り、物理研究系の教授に就任した。1983年4月から1987年5月にかけては、物理研究系の研究主幹にも併任された。1987年5月より、高エネルギー物理学研究所の物理研究部にて、第一研究系の教授となった。同時に物理研究部の研究総主幹にも併任されることとなり、1989年3月まで務めた。西川哲治の退任にともない、同年4月、高エネルギー物理学研究所の所長に就任した。所長就任後は、Bファクトリー計画の遂行に力を注いだ。
また、高エネルギー物理学研究所での活動の傍ら、複数の大学共同利用機関などの役職を兼任した。同年4月より2003年3月まで、総合研究大学院大学にて数物科学研究科の教授を兼任することになった。さらに、総合研究大学院大学では、1989年4月から2003年3月まで評議員を、1989年4月から1997年3月まで数物科学研究科の加速器科学専攻にて専攻長を、1992年4月から2000年3月まで運営審議会の委員を、それぞれ務めていた。1989年6月には生理学研究所にて、1989年9月には国立極地研究所と核融合科学研究所にて、1991年6月には岡崎国立共同研究機構にて、1995年5月には宇宙科学研究所にて、それぞれ評議員に就任している。
その後、高エネルギー物理学研究所は東京大学原子核研究所や東京大学中間子科学研究センターと統合されることになり、1997年4月に新たに高エネルギー加速器研究機構が発足した。それにともない、同機構の初代機構長に就任した。機構長としては、引き続きBファクトリー計画に力を注いだ。このBファクトリー計画に基づき、高エネルギー加速器研究機構のKEKBを用いたベル実験が1999年よりスタートしたが、この実験はのちにCP対称性の破れを観測するなど大きな成果を挙げることになる。また、関係機関に働きかけるなど、長基線ニュートリノ振動実験の実現に向けて尽力した。その結果、高エネルギー加速器研究機構のニュートリノビームラインから、東京大学神岡宇宙素粒子研究施設のスーパーカミオカンデにニュートリノを照射する実験を行うことになった。この実験は、高エネルギー加速器研究機構と東京大学宇宙線研究所との協力の下で1999年より始まったが、のちに世界で初めて長基線ニュートリノビームの観測に成功するなどの成果を挙げた。さらに、高エネルギー加速器研究機構と日本原子力研究開発機構による共同事業として大強度陽子加速器計画を推進し、大強度陽子加速器施設の建設を推し進めた。2003年3月に機構長を退任し、後任には戸塚洋二が就いた。
機構長退任後は、同年4月よりハワイ大学にて教授を務めた。2004年4月、総合研究大学院大学の設置者である「国立大学法人総合研究大学院大学」にて、理事（経営・運用担当）に就任した。また、2004年4月から2007年3月にかけては、総合研究大学院大学の葉山高等研究センターにて、センター長も兼務した。2008年、日本学術振興会のワシントン研究連絡センターにてセンター長に就任し、2012年まで務めた。センター長退任後は沖縄科学技術大学院大学に転じ、同年より学長特別顧問を務めている。なお、高エネルギー加速器研究機構より、名誉教授の称号を贈られている。また、2003年4月1日には、総合研究大学院大学からも名誉教授の称号を贈られている。

## 研究
専門は物理学であり、特に素粒子物理学などの分野について研究している。素粒子の弱い相互作用の研究においては、その対称性について表した「リー・菅原の関係式」を提唱した。これら一連の基本粒子の対称性についての研究は高く評価されており、1971年には仁科記念賞が授与されている。また、1968年には、「カレントの場の理論」を発表した。この理論は、のちに「菅原方式」との異名で呼ばれるようになった。このような場の量子論について代数的な定式化を試みた研究は高く評価されており、1995年には日本物理学会の推薦に基づき東レ科学技術賞が授与されている。また、これまでの業績に対しては、紫綬褒章や瑞宝中綬章といった栄典も授与されている。

## 人物・交友関係

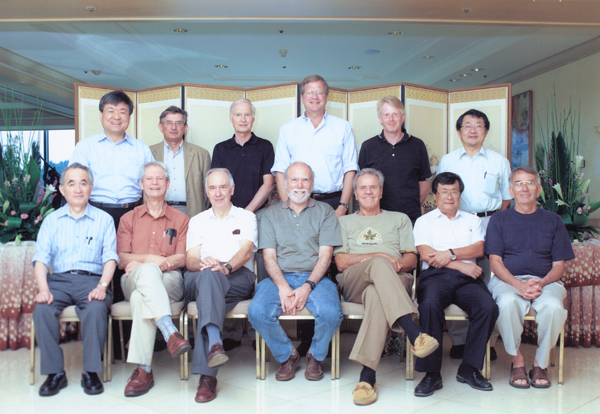
2005年6月、国際技術勧告委員会にて

小柴昌俊
1979年、高エネルギー物理学研究所物理研究系教授だった菅原は、東京大学理学部教授の小柴昌俊に「陽子の寿命に関するワークショップをやりたいので、いい実験案があったら提案してほしい」と話しかけた。この菅原の依頼をきっかけに、小柴はカミオカンデの構想を閃いたという。後年、小柴がノーベル物理学賞を受賞した際には、祝賀会に駆けつけ祝辞を述べている。
小林誠、益川敏英
小林誠と益川敏英が提唱した「小林・益川理論」に早くから着目しており、その論文を日本国外に熱心に紹介した一人として知られている。この理論は発表当初あまり注目されていなかったが、この理論を岩崎洋一から紹介された菅原が、日本国外の物理学者らにも紹介した。しかし、国外からの反応もあまり芳しいものではなかったことから、菅原はサンディップ・パクバサとともに論文や講演を通じてこの理論を熱心に紹介するなど、学術界での認知度向上に力を尽くした。理論を発表した当時の状況について、益川は自身の論文が「ほとんど無視」されていたと述べている。そのうえで、益川は「菅原先生は、2つくらいしか違わないんだけど、大学ぐらいの時かな、アメリカに留学されて活躍されていたもんだから、当時じゃ大変有名な先生だった。その先生が、紹介して下さったということでまあ、公知され、少しずつリファレンスは増えていった」と述懐しており、菅原らの活動によって小林・益川理論が認知されたと語っている。小林と益川がノーベル物理学賞を受賞した際、かつて彼らと研究をともにした経験を持つ愛知大学名誉教授の坂東昌子は「この論文がここまで評価されたのは、菅原寛孝さんの貢献も大きかった」と指摘し「多くの研究者が『新粒子なんて…』という中で、KM論文の価値を見抜き海外に紹介した菅原さんの見識眼に尊敬の念を禁じえません」と評している。
また、小林誠とは、高エネルギー加速器研究機構や沖縄科学技術大学院大学などで、ともに活動した仲である。
根岸英一
2010年、パデュー大学特別教授の根岸英一がノーベル化学賞を受賞した際、在シカゴ日本総領事公邸にて祝賀式典と晩餐会が催された。当時、日本学術振興会ワシントン研究連絡センターにてセンター長を務めていた菅原も夫婦で駆けつけ、在シカゴ総領事の久枝譲治や来賓の南部陽一郎らとともに根岸の受賞を祝っている。
外村彰
外村彰とは、沖縄科学技術大学院大学でともに勤務した同僚であった。外村が教授在任中に亡くなった際には、上級副学長のロバート・バックマンや大学の設置者である「学校法人沖縄科学技術大学院大学学園」の評議員を務める小林誠らとともに告別式に参列している。

## 略歴
- 1938年 - 宮城県にて誕生。
- 1961年 - 東京大学理学部卒業。

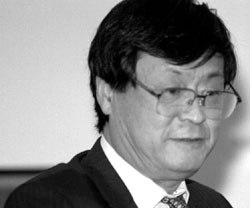
1999年10月、ワークショップにて

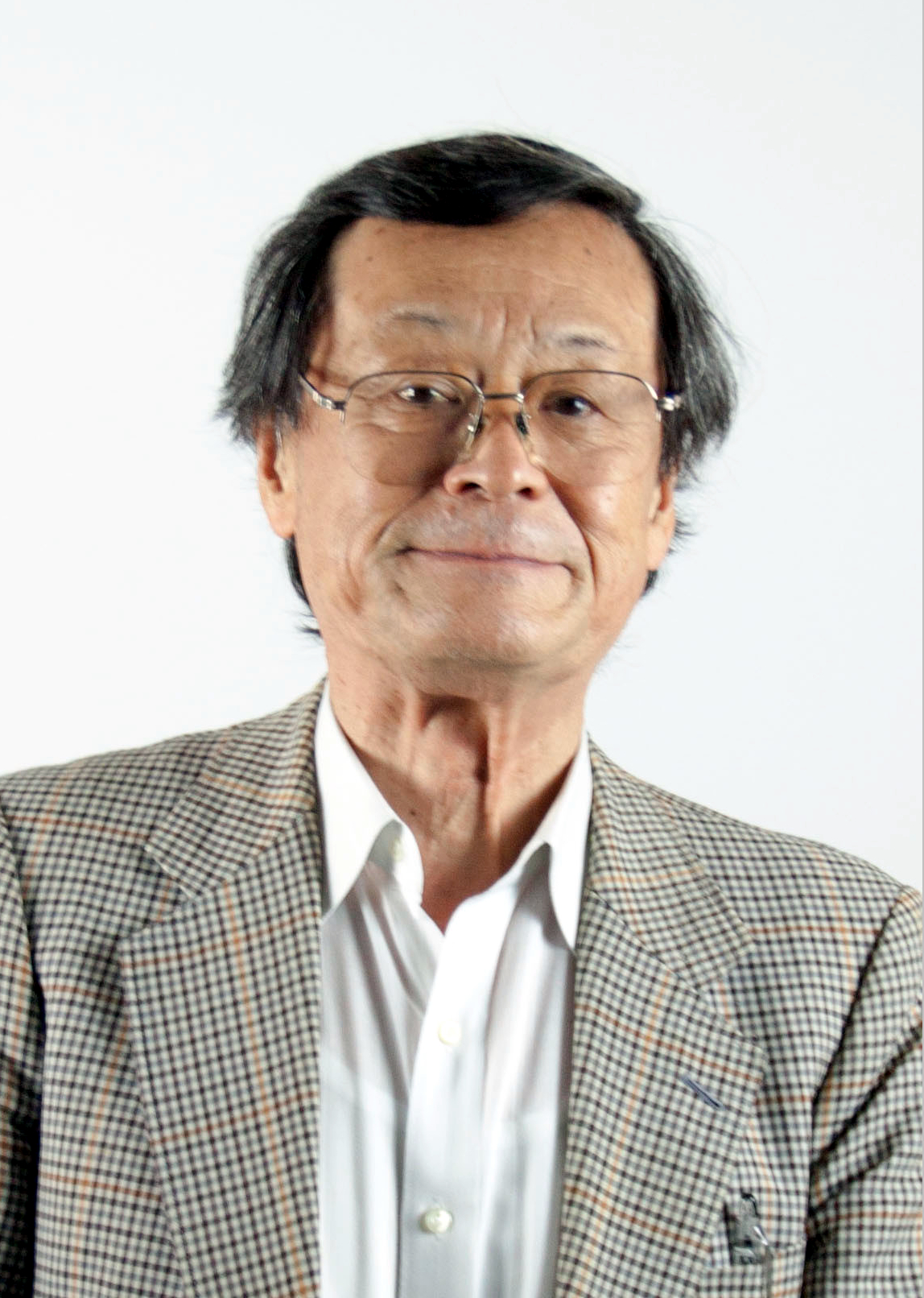
沖縄科学技術大学院大学より公表された肖像写真

- 1963年 - 東京大学大学院数物系研究科修士課程修了。
- 1965年 - コーネル大学研究員。
- 1966年 - 東京大学大学院数物系研究科博士課程修了。
- 1966年 - カリフォルニア大学研究員。
- 1967年 - シカゴ大学研究員。
- 1968年 - 東京教育大学理学部助手。
- 1970年 - 東京大学原子核研究所助教授。
- 1974年 - 高エネルギー物理学研究所物理研究系教授。
- 1983年 - 高エネルギー物理学研究所物理研究系研究主幹。
- 1987年 - 高エネルギー物理学研究所物理研究部第一研究系教授。
- 1987年 - 高エネルギー物理学研究所物理研究部研究総主幹。
- 1989年 - 高エネルギー物理学研究所所長。
- 1989年 - 総合研究大学院大学数物科学研究科教授。
- 1989年 - 総合研究大学院大学評議員。
- 1989年 - 総合研究大学院大学数物科学研究科加速器科学専攻専攻長。
- 1989年 - 生理学研究所評議員。
- 1989年 - 国立極地研究所評議員。
- 1989年 - 核融合科学研究所評議員。
- 1991年 - 岡崎国立共同研究機構評議員。
- 1992年 - 総合研究大学院大学運営審議会委員。
- 1995年 - 宇宙科学研究所評議員。
- 1997年 - 高エネルギー加速器研究機構機構長。
- 2003年 - ハワイ大学教授。
- 2003年 - 総合研究大学院大学名誉教授。
- 2004年 - 総合研究大学院大学理事（経営・運用担当）。
- 2004年 - 総合研究大学院大学葉山高等研究センターセンター長。
- 2008年 - 日本学術振興会ワシントン研究連絡センターセンター長。
- 2012年 - 沖縄科学技術大学院大学学長特別顧問。

## 賞歴
- 1971年 - 仁科記念賞。
- 1995年 - 東レ科学技術賞。

## 栄典
- 1999年 - 紫綬褒章。
- 2013年 - 瑞宝中綬章。

## 著作

### 主な論文
- H. Sugawara, "Isobar production and the SU3 symmetry", Physics Letters, Vol.9, Issue 1, Elsevier, March 15, 1964, pp.60–62.
- Hirotaka Sugawara, "Application of Current Commutation Rules to Nonleptonic Decay of Hyperons", Physical Review Letters, Vol.15, Issue 22, American Physical Society, November 29, 1965, pp.870–873. ISSN 0031-9007
- Hirotaka Sugawara, "Application of Current Commutation Rules to Nonleptonic Decay of Hyperons", Physical Review Letters, Vol.15, Issue 25, American Physical Society, December 20, 1965, pp.870–873. ISSN 0031-9007
- Hirotaka Sugawara, "A Field Theory of Currents", Physical Review, Vol.170, Issue 5, American Physical Society, June 25, 1968, pp.1659-1662. ISSN 0031-899X
- Hirotaka Sugawara and Frank von Hippel, "Zero-Parameter Model of the N-N Potential", Physical Review, Vol.172, Issue 5, American Physical Society, August 25, 1968, pp.1764–1788. ISSN 0031-899X
- Hirotaka Sugawara, "Theory of Currents-How to Break the Symmetry", Physical Review Letters, Vol.21, Issue 11, American Physical Society, September 9, 1968, pp.772–775. ISSN 0031-9007
- Jiro Arafune and Hirotaka Sugawara, "Breakdown of the Pomeranchuk Theorem and the Behavior of the Leading J-Plane Singularity", Physical Review Letters, Vol.25, Issue 21, American Physical Society, November 23, 1970, pp.1516–1518. ISSN 0031-9007
- Tohru Eguchi and Hirotaka Sugawara, "Extended model of elementary particles based on an analogy with superconductivity", Physical Review D, Vol.10, Issue 12, American Physical Society, December 15, 1974, pp.4257–4262. ISSN 1550-7998
- Hirotaka Sugawara, "Relativistic collective motion", Physical Review D, Vol.12, Issue 10, American Physical Society, November 15, 1975, pp.3272–3278. ISSN 1550-7998
- Sandip Pakvasa and Hirotaka Sugawara, "CP violation in the six-quark model", Physical Review D, Vol.14, Issue 1, American Physical Society, July 1, 1976, pp.305–308. ISSN 1550-7998
- Hirotaka Sugawara, "Theory of quark confinement based on an analogy with a theory of magnetic monopoles", Physical Review D, Vol.14, Issue 10, American Physical Society, November 15, 1976, pp.2764–2772. ISSN 1550-7998
- Sandip Pakvasa and Hirotaka Sugawara, "Evading the axion without massless quarks", Physical Review D, Vol.19, Issue 7, American Physical Society, April 1, 1979, pp.2225–2226. ISSN 1550-7998
- Hirotaka Sugawara, "Dynamical calculation of quark, lepton, and gauge-boson masses", Physical Review D, Vol.30, Issue 11, American Physical Society, December 1, 1984, pp.2396–2407. ISSN 1550-7998
- Hirotaka Sugawara, "String in curved space: Use of spinor representation of a noncompact group", Physical Review Letters, Vol.56, Issue 2, American Physical Society, January 13, 1986, pp.103–106. ISSN 0031-9007

### その他の執筆等
- 菅原寛孝稿「4 Non shrinking diffraction peak」『素粒子論研究』27巻4号、理論物理学刊行会、1963年6月20日、343-345頁。ISSN 0371-1838
- 菅原寛孝・宮本米二・飯塚重五郎ほか稿「Dynamical approachによるBoson resonancesの分類1」『素粒子論研究』29巻5号、理論物理学刊行会、1964年7月20日、478-487頁。ISSN 0371-1838
- 中村孔一・中村守男・菅原寛孝稿「SU(6)対称性の運動エネルギーによる破れ」『素粒子論研究』31巻5号、理論物理学刊行会、1965年7月20日、672-675頁。ISSN 0371-1838
- 菅原寛孝講演、柘植宏之文責「素粒子の超電導モデル」『物性研究』25巻1号、物性研究刊行会、1975年10月20日、68-69頁。ISSN 0525-2997
- 荒船次郎・小柳義夫・菅原寛孝ほか稿「J/φ粒子群の質量公式と混合定数の決定」『秋の分科会講演予稿集』1976年版1分冊、日本物理学会、1976年9月16日、20頁。
- 荒船次郎・小柳義夫・菅原寛孝ほか稿「SU(4)に基づくφ粒子群の崩壊過程の評価」『秋の分科会講演予稿集』1976年版1分冊、日本物理学会、1976年9月16日、21頁。
- 武田暁・小沼通二・菅原寛孝ほか稿「1978年高エネルギー物理学国際会議」『日本物理學會誌』34巻1号、日本物理学会、1979年1月5日、74-83頁。ISSN 0029-0181
- 菅原寛孝稿「くりこみ理論の現時点での意義」『自然』34巻10号、中央公論社、1979年10月、62-64頁。ISSN 0387-0014
- 菅原寛孝・金子敏明稿「Determination of Coupling Constants in Grand Unified Model」『素粒子論研究』61巻5号、理論物理学刊行会、1980年8月20日、1046-1048頁。ISSN 0371-1838
- 有坂勝史・陳栄浩・藤井忠男ほか稿「陽子崩壊実験II――20インチ光電子増倍管テスト」『年会予稿集』36回版1分冊、日本物理学会、1981年3月10日、21頁。
- 有坂勝史・陳栄浩・藤井忠男ほか稿「陽子崩壊実験I――モンテカルロ計算」『年会予稿集』36回版1分冊、日本物理学会、1981年3月10日、22頁。
- 菅原寛孝稿「Generation,Gauge Group Substituting Technicolor」『核理研研究報告』17巻特集号、東北大学大学院理学研究科附属原子核理学研究施設、1984年5月、89-96頁。ISSN 0385-2105
- 菅原寛孝稿「トリスタン加速器で期待される研究成果」『学術月報』40巻3号、日本学術振興会、1987年3月、197-201頁。ISSN 0387-2440
- 菅原寛孝ほか稿「CERNの大型電子陽電子衝突型加速器LEPを用いた新現象の理論的調査研究」『学術月報』45巻9号、日本学術振興会、1992年9月、884-889頁。ISSN 0387-2440
- 菅原寛孝稿「加速器科学の今後」『学術月報』50巻10号、日本学術振興会、1997年10月、989-992頁。ISSN 0387-2440
- 菅原寛孝稿「最近の物理学会誌を読んで」『日本物理學會誌』52巻10号、日本物理学会、1997年10月5日、790-791頁。ISSN 0029-0181
- 菅原寛孝稿「“対称性の破れ”がつなぐ2008年ノーベル物理学賞」『パリティ』23巻12号、丸善、2008年12月、4-7頁。ISSN 0911-4815
- 菅原寛孝稿「素粒子物理学の発展における南部、小林、益川3先生の功績」『日本物理學會誌』64巻2号、日本物理学会、2009年2月5日、73-75頁。ISSN 0029-0181
- 菅原寛孝稿「J-PARC建設に至るまで」『日本物理學會誌』66巻1号、日本物理学会、2011年1月5日、29-37頁。ISSN 0029-0181